# Lars Bystøl
Lars Kristian Bystøl (* 4. prosince 1978 Voss) je bývalý norský skokan na lyžích. Získal zlatou medaili na olympijských hrách v Turíně roku 2006, v závodě na středním můstku. V závodě na velkém můstku bral na těchto hrách bronz. Třetí medaili, rovněž bronzovou, si pak odvezl ze závodu družstev na velkém můstku.
Jeho největším úspěchem na lyžařském mistrovství světa byla dvě týmová třetí místa (2003, 2005) a z mistrovství světa v letech na lyžích pak týmové zlato z roku 2006. Jeho nejlepším výsledkem ve Světovém poháru bylo celkové 10. místo v sezóně 2004/05. Nejdelšího skoku ve své kariéře dosáhl v Planici roku 2005, a to 216,5 metru.
Během své kariéry měl potíže s alkoholem a návykovými látkami. V roce 2000 byl kvůli nezřízenému pití poslán domů z Kontinentálního poháru v Innsbrucku po silvestrovském večírku. Později téhož roku byl chycen policií s obsahem alkoholu v krvi 2,38 ‰ za volantem. Byl za to odsouzen na 24 dní do vězení. V roce 2003 v těžké opilosti spadl do oceánu. V roce 2004 byl kvůli opakovanému pití vyhozen z národního skokanského týmu, později se mu ale podařilo vrátit. Roku 2007 byl však znovu vyloučen, když se opilý popral v baru. V roce 2008 měl při závodu Norského poháru ve Vikersundu pozitivní test na tetrahydrokanabinol, což je indikátor užití marihuany nebo hašiše. Dostal za to čtyřměsíční zákaz závodění, po jehož uplynutí ihned ukončil kariéru.